# Тахини
Тахи́ни, тахи́на или тхи́на (также известна как сезамовая паста или кунжутная паста) — распространённая на Ближнем Востоке густая паста из молотого кунжутного семени, её добавляют как необходимый компонент ко многим блюдам, например, к фалафелю, к хумусу, кроме того, она служит основой для многих соусов. В состав тахини входит перемолотое семя кунжута (100 %). При использовании пасту разбавляют водой до консистенции жидкой сметаны, добавляют лимонный сок, соль и чеснок, а в различных регионах к основе добавляются ещё и различные сиропы или другие добавки. Классическая закуска хумус изготавливается на основе нута и тахини.
Тахини хорошо известна в кухне арабских стран Ближнего Востока, Турции и Израиля (где её называют «тхина» в соответствии с тем, как её именуют арабы, араб. طحينية‎; ивр. טחינה‎), а также в кухнях Греции, Кипра — кипрские пирожки с тахини «тахина-пита» особенно популярны во время Великого Поста. Часто в тахини добавляют оливковое масло, лимонный сок, чеснок, молотый кумин, красный перец, петрушку и используют в качестве подливки или просто подают с питой или хлебом. Тахинная масса используется для приготовления многих восточных сладостей, в том числе и одной из самых известных — халвы. В японской кухне тхина из обжаренного кунжута в основном применяется в качестве основной составляющей популярного соуса гомадарэ.

## История
Старейшее упоминание тахини можно найти в клинописных инструкциях, написанных около 4000 лет назад, которые описывают обычай подавать богам кунжутное вино. Древнегреческий историк Геродот упоминает о выращивании кунжута в районе рек Тигр и Евфрат. Эти семена в основном использовались в качестве ингредиента для приготовления кунжутного масла.
Тхина как ингредиент упоминается при приготовлении хумуса ещё в рецепте поваренных книг XIII века, является ингредиентом в некоторых китайских, корейских и японских блюдах; тхина используется в некоторых версиях рецепта сычуаньской лапши. Сезамовая паста также используется в индийской кухне. В Соединённых Штатах кунжутное тахини наряду с другими видами масла из орехов появилось в продаже в 1940 году в магазинах здоровой пищи.

## Приготовление
Тахини изготавливают из семян кунжута, которые замачивают в воде, а затем измельчают, чтобы отделить отруби от ядер. Измельченные семена замачивают в солёной воде, в результате чего отруби тонут. Плавающие ядра снимают с поверхности, поджаривают и измельчают до образования маслянистой пасты. Его также можно приготовить из необжаренных семян и назвать «сырым тахини».

## Пищевая ценность
В стандартном количестве 100 граммов тахини содержат 592 калории: 53% жиров, 22% углеводов, 17% белков и 3% воды. Это богатый источник тиамина (138% дневной нормы), фосфора (113% дневной нормы), цинка (49% дневной нормы), ниацина (38% дневной нормы), железа (34% дневной нормы), магния (27% дневной нормы) и фолат (25% дневной нормы). Тахини — умеренный источник кальция, других витаминов группы В и калия.